# The Curious Bards
The Curious Bards est un ensemble de musique ancienne, fondé en 2015 par le violoniste Alix Boivert. Cet ensemble est spécialisé dans les musiques populaires de l'époque baroque, dans les pays d'Europe du Nord comme l'Irlande, l'Écosse, la Norvège et la Suède.

## Membres
- Jean-Christophe Morel (cistre baroque)
- Bruno Harlé (flûte traversière baroque, whistle)
- Sarah Van Oudenhove (viole de gambe)
- Louis Capeille (harpe triple)
- Alix Boivert (violon baroque, hardingfele)
- Colin Heller (violon baroque, kontrabasharpa)
- Sarah Dubus (flûte à bec)
- artistes invités: Ilektra Platiopoulou (mezzo-soprano), Pierre Gallon (clavecin), Quentin Viannais (smallpipe), Samuel Sérandour (bodhràn), Eugénie Lefebvre (soprano), Fiona McGown (mezzo-soprano)

## Discographie
L'ensemble a enregistré en 2017 son premier album (Ex)tradition chez Harmonia Mundi, autour des musiques populaires irlandaises et écossaises du XVIIIe siècle. Pour ce programme l'ensemble a fait construire au luthier Frank Tate un cistre baroque copié sur un modèle de William Gibson de 1778 présent au National Museum of Ireland à Dublin.
Cet enregistrement a été pendant 2 mois dans les meilleures ventes "catégorie musique classique" et a été salué par la critique en France et à l'étranger,,,,,,,, et notamment par 5 diapasons dans le magazine Diapason.
En 2023, The Curious Bards sort son deuxième album Indiscretion toujours chez Harmonia Mundi, également plébiscité par les médias,,,,,, et notamment par 5 étoiles par le magazine Classica.
Le troisième album Sublimation sort le 24 janvier 2025 chez Harmonia Mundi, et s'intéresse cette fois au répertoire suédois et norvégien du XVIIIe siècle. Pour ce programme l'ensemble a fait construire deux instruments spécifiques; une kontrabasharpa (ancêtre de la nyckelharpa) faite par Jean-Claude Condi, et un hardingfele fabriqué par Ottar Kåsa tous les deux sur des modèles du XVIIIe siècle. Il est présenté lors d'une sortie de résidence au festival de Chaillol les 17, 18 et 19 janvier puis à Paris le 21 janvier 2025.

## Concerts
Il est régulièrement invité à se produire dans des radios nationales comme France Musique,,,, RCF, SWR2,, et dans de très nombreux festivals en France et en Europe.
The Curious Bards se sont notamment produits à :
- Arsenal de Metz (Moselle)
- Rheingau Musik Festival (Allemagne)
- Abbaye de Fontevraud (Maine et Loire)
- Flâneries Musicales de Reims (Champagne)
- Festival La Folia (Suisse)
- Weilburger Schlosskonzerte (Allemagne)
- Festival Europäischer Kirchenmusik (Allemagne)
- Bateau-Feu (Nord)
- Opéra de Saint Etienne (Loire)
- MA Festival Brugge (Belgique)
- Innsbrucker Festwochen der Alten Musik (Autriche)
- Maison de la Culture (Nièvre)
- Cube 521 ( Luxembourg)
- Festival de Sablé (Sarthe)
- Festivalul de Muzica Veche de Timisoara (Roumanie)
- Festival Embaroquement Immédiat (Nord)
- Festival de musique sacrée de l’Abbaye de Sylvanès (Aveyron)
- Abbaye de Noirlac (Cher)
- Musica Antica a Magnano (Italie)
- Rencontres de Calenzana (Corse)
- Espace Carpeaux Courbevoie (Hauts de Seine)
- L'Archipel (Finistère)
- Festival Classique au Large (Ille-et-Vilaine)
- Stockholm early music festival (Suède)
- Festival d'Auvers sur Oise (Val d'Oise)
- Festival Fel!x Cologne (Allemagne)
- Les Nuits de Septembre, Liège (Belgique)
- La Maladrerie (Somme)
- MC2 (Isère)
- Festival de l’été Mosan, Celles (Belgique)
- Midis Minimes, Bruxelles (Belgique)
- Zomer Van Sint Pieter Leuven, Leuven (Belgique)

- Rencontres Musicales de Vézelay (Bourgogne)
- Festival d'Ambronay (Ain)
- Auditorium de Lyon (Rhône)
- Festivalul Chei (Roumanie)
- Seviqc Brezice Festival (Slovénie)
- Festival de Ribeauvillé (Alsace)
- CCR Les Dominicains de Guebwiller (Alsace)
- La Courroie (Vaucluse)
- Internationale Händel Festspiele (Allemagne)
- Festival Baroque de Pontoise (Val d'oise)
- Théâtre de Caen (Normandie)
- Château Soutard (St Emilion)
- Festival Rheinvokal (Allemagne)
- Festival Via Aeterna (Mont St Michel)
- Festival du Pays du Mont Blanc (Haute-Savoie)
- Festival de Chaillol (Hautes-Alpes)